# Хайнрихсберг
Хайнрихсберг (нем. Heinrichsberg) — коммуна в Германии, в земле Саксония-Анхальт. 
Входит в состав района Оре. Подчиняется управлению Эльбе-Хайде.  Население составляет 381 человек (на 31 декабря 2006 года). Занимает площадь 11,34 км². Официальный код  —  15 3 62 048.